# ترومسو
ترومسو (به نروژی: Tromsø) یا ترومسا (به فنلاندی: Tromssa)، شهری در استان ترومس در نروژ شمالی است. این شهر هجدهمین شهر بزرگ نروژ ازنظر مساحت و هفتمین شهر این کشور ازنظر جمعیت است.
ترومسو در عرض جغرافیایی ۶۹٫۷ درجهٔ شمالی واقع است و با توجه به عرض جغرافیاییِ این شهر و به‌دلیل شب قطبی، خورشید از آغاز آذرماه (۲۱ نوامبر) تا دو ماه پس از آن (روز نخست بهمن‌ماه)، زیر افق باقی می‌مانَد و جز چند ساعت که گرگ‌ومیش است، دیگر ساعات شبانه‌روز تاریکی مطلق بر این منطقه حکم‌فرماست.

## جستارهای وابسته

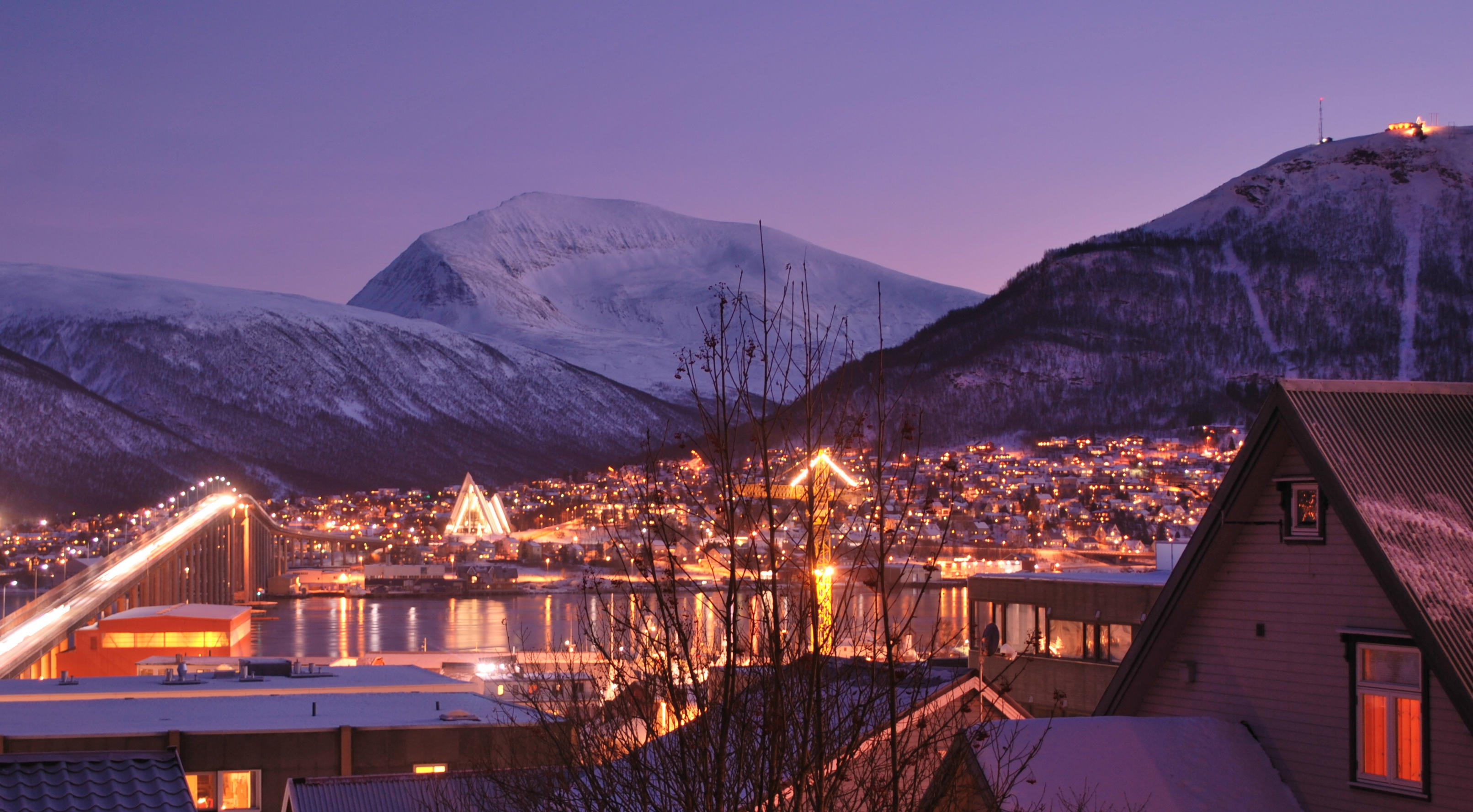
ابتدای ظهر در ترومسو درهنگام شب قطبی